# Chambellan (Haiti)
Chambellan (em crioulo, Chanbèlan), é uma comuna do Haiti, situada no departamento do Grande Enseada e no arrondissement de Jérémie.
De acordo com o censo de 2003, sua população total é de 16883 habitantes.